# Miguel Mauricas

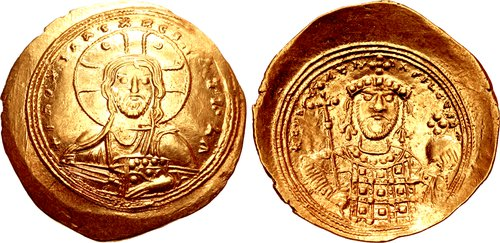
Histameno do imperador r.

Miguel Mauricas ou Maurex (em grego: Μιχαήλ Μαυρίκας/Μαύρηξ; romaniz.: Michaél Mauríkas/Maúrex) foi um comandante naval bizantino ativo no final do século XI, principalmente durante as guerras bizantino-normandas. Sua identidade não é certa, pois diversas pessoas acabaram identificadas com ele: um "Mauricas" foi um rico marinheiro e magnata de Heracleia Pôntica, um almirante chamado nas fontes latinas de Mambrita ou Mambrica, que esteve ativo contra os normandos nas décadas de 1060 a 1080, e um Miguel Mauricas, general e governador conhecido pelos seus selos.

## Vida
No Dicionário Oxford de Bizâncio, Alexander Kazhdan aceita que o magnata Mauricas e o almirante sejam a mesma pessoa, mas considera que a identificação com Miguel Mauricas seja duvidosa, pois o primeiro não aparece como tendo nenhum dos títulos deste Mauricas. De forma similar, Michael Hendy duvida da identificação do magnata Mauricas, uma "pessoa privada", com qualquer dos comandantes militares de mesmo nome, mas considera que o general Mauricas e o comandante naval sejam a mesma pessoa.

### Carreira

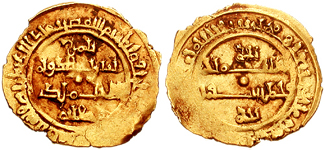
Dinar de Roberto Guiscardo emitido em Tari em 1072

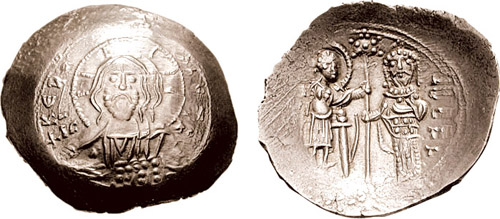
Histameno de r.

De acordo com Nicéforo Briênio, Mauricas teve uma origem humilde em Heracleia e era muito habilidoso em assuntos navais, o que fez dele, nas palavras de Briênio, "indispensável" para o Império Bizantino, fazendo dele um homem rico pelos presentes que recebia dos sucessivos imperadores. O general Miguel Mauricas aparece pela primeira vez por volta de 1050, no reinado de Constantino IX (r. 1042–1055), com o título relativamente inferior de ostiário e os selos encontrados com seu nome permitem acompanhar sua ascensão a hípato, patrício, vesta e estratego de Quios, vestarca e catepano do Tema de Dirráquio, magistro, proedro e duque do Tema Bucelário, até curopalata e duque de Antioquia.
Em 1066, de acordo com a Breve Crônica Normanda, Mauricas (Mambrica/Mambrita) comandou um frota que impediu uma tentativa de invadir os Bálcãs do conde Godofredo de Taranto e, no ano seguinte, à frente de um exército bizantino que desembarcou na Apúlia, tomou Bari, Taranto e Castellaneta dos normandos. Ele não conseguiu impedir, porém, que eles cercasse Bari novamente em 1068 e, dois anos depois, aparece novamente lutando contra Godofredo e Roberto Guiscardo. Por volta de 1076, de acordo com Briênio, Mauricas hospedou o futuro imperador Aleixo Comneno em suas terras em Heracleia. Aleixo, era ainda um general em campanha contra os turcos seljúcidas, e Mauricas deu-lhe muitas tropas retiradas de seu exército pessoal.
Mauricas aparece novamente na crônica de Ana Comnena, sem maiores comentários, liderando uma frota conjunta de bizantinos e venezianos que venceu os normandos na primavera de 1082. Ele aparece pela última vez em 1084, quando é brevemente mencionado (dux Mabrica) por Guilherme da Apúlia como sendo o comandante de um frota bizantina estacionada em Corfu.